# Рид, Оливер
Ро́берт О́ливер Рид (англ. Robert Oliver Reed; 13 февраля 1938, Уимблдон, Лондон — 2 мая 1999, Валлетта, Мальта) — британский актёр, часто игравший маргиналов, создатель мужественных образов на экране.

## Биография
Родился в доме №9 по Даррингтон-парк-Роуд в семье спортивного журналиста Питера Рида и Марсии Нейпир-Эндрюс. У него есть брат Саймон, который работает журналистом в британском отделении сети Eurosport. Является племянником известного британского режиссёра, лауреата премии «Оскар» и многих других кинонаград, сэра Кэрола Рида. Дед актёра — знаменитый в конце XIX века актёр и режиссёр Герберт Бирбом Три. В своей автобиографии Рид утверждал, что его бабушка по отцовской линии Беатрис Мэй Пинни (она была любовницей его деда и родила его отца и дядю вне брака, позже приняла фамилию Рид) была потомком русского царя Петра I.
Много работал с конца 1950-х, часто не обращая внимания на художественный уровень предлагаемых ролей. Долго не воспринимался как настоящий актёр. Нашёл «своё место» в фильмах компании «Hammer Film Productions» лишь в начале 1960-х, сыграв в ряде картин, самой удачной из которых принято называть «Проклятие оборотня» (1961). Затем обратил на себя внимание ролями второго плана в историко-приключенческих лентах Джона Гилинга «Алый клинок» (1963) и «Кандагарский бандит» (1965).
В конце 1960-х Рид заявил о себе как о настоящем мастере кино. В 1969 году он исполнил роль в фильме Кена Рассела «Влюбленные женщины». Сцена борьбы Рида и Алана Бейтса из этого фильма по праву вошла в историю кино и считается самой знаменательной в карьере Оливера.
В конце 1960-х Оливер Рид сыграл в знаменитой киноверсии музыкального спектакля «Оливер!», поставленной его прославленным дядей Кэролом Ридом.
Найдя в лице Рассела «своего» режиссёра, Оливер Рид продолжает много работать с ним и в 1970-е. Следует отметить сотрудничество с Расселом в исторической драме «Дьяволы» (1971) и фильме «Малер» (1974) из своеобразного цикла телевизионных «байопиков». Также Рид сыграл заметную роль в рок-опере «Томми» (1975). При этом творческий потенциал актёра раскрылся и он перешёл к исполнению более сложных ролей.
В 1970-е актёр сыграл роль Атоса в дилогии Ричарда Лестера «Три мушкётера» и «Четыре мушкетёра: Месть миледи», трактовавшей романы Дюма в несколько ироничном ключе. В 1989 году Рид вернулся к роли Атоса в продолжение фильмов — «Возвращение мушкетёров».
Актёр достойно «справился» и с реальным историческим персонажем — Отто фон Бисмарком — в фильме того же Ричарда Лестера «Королевский блеск» (1975).
В 1979 году Оливер Рид сыграл в триллере Дэвида Кроненберга «Выводок». По мнению критиков, эта роль знаменует вершину творческих амбиций Рида, а его стремление к актёрскому самосовершенствованию начинает идти на спад. За последующие годы он сыграл во многих картинах, из которых можно отметить фильмы «Лев пустыни» (1981, режиссёр Мустафа Аккад), «Чёрная стрела» (1985, режиссёр Джон Хаф), «Отверженный» (1986, режиссёр Николас Роуг), «Дом Ашеров» (1988, режиссёр Алан Биркиншоу) и «Приключения барона Мюнхгаузена» (1989, режиссёр Терри Гиллиам). За ними последовал период творческого спада.
Рид страдал от алкоголизма, вследствие чего ему часто приходилось искать оправдания: «Я делал серьёзные заявления от своего имени — я просто не помню ни одного из них».
Двенадцать лет спустя после съёмок в «Приключениях барона Мюнхгаузена» Оливер Рид вернулся на экран в фильме Ридли Скотта «Гладиатор». Роль получилась короткой, поскольку актёр умер в период съёмок от сердечного приступа. Инцидент произошёл в баре: выпив три бутылки ямайского рома «Капитан Морган», восемь бутылок немецкого пива и множество стопок виски «Famous Grouse», Рид одержал верх в армрестлинге над пятью значительно более молодыми матросами ВМФ. Его счёт за этот вечер составил почти 450 фунтов стерлингов. Позднее этот паб изменил своё название на «Ollie`s Last Pub».

## Избранная фильмография
- 1958 — Мистер Питкин в тылу врага — эпизод
- 1960 — Лига джентльменов — мальчик из хора
- 1960 — Два лица доктора Джекила — вышибала в ночном клубе
- 1960 — Сердитая тишина — Мик
- 1960 — Меч Шервудского леса[англ.] — лорд Мелтон
- 1961 — Проклятие оборотня — Леон
- 1962 — Пираты кровавой реки — Брокер
- 1962 — Капитан Клегг[англ.] — Гарри Кобтри
- 1963 — Проклятые — король
- 1963 — Алый клинок[англ.] — капитан Том Сильвестр
- 1963 — Паранойя[англ.] — Саймон Ашби
- 1964 — Система[англ.] — Тинкер
- 1965 — Кандагарский бандит[англ.] — Али-Хан
- 1966 — Капкан — Джон Зверь
- 1967 — Запретная комната — Итан
- 1968 — Оливер! — Билл Сайкс
- 1969 — Ганнибал Брукс — главная роль
- 1969 — Влюблённые женщины — Джеральд Крич
- 1970 — Дама в очках с ружьём в автомобиле — Мишель Каравей
- 1971 — Дьяволы — Урбен Грандье
- 1971 — Охотничья вечеринка — Фрэнк Колдер
- 1972 — Неподвижная мишень — Гарри Ломарт
- 1972 — Z.P.G. — Russ McNeil
- 1973 — Три мушкетёра: Подвески королевы — Атос
- 1973 — Тройное эхо — сержант
- 1973 — День ярости — Палицын
- 1974 — Малер — кондуктор
- 1974 — Четыре мушкетёра: Месть миледи — Атос
- 1974 — Десять негритят — Хью Ломбард
- 1975 — Томми — Фрэнк Хоббс
- 1975 — Королевский блеск — Отто фон Бисмарк
- 1976 — Сожжённые приношения — Бен Рольф
- 1977 — Принц и нищий — Майлс Гендон
- 1978 — Завтра не наступит никогда — Уилсон
- 1979 — Выводок — доктор Хэл Рэглан
- 1981 — Лев пустыни — генерал Родольфо Грациани
- 1981 — Человек-кондор[англ.] — Сергей Кроков
- 1981 — Змеиный яд — Дэйв Эверконноли
- 1983 — Фанни Хилл[англ.] — Эдвард Уиддлком
- 1983 — Каждой твари по паре — Бисли / дьявол
- 1984 — Христофор Колумб — Мартин Пинсон
- 1985 — Чёрная стрела[англ.] — сэр Дэниэл
- 1986 — Отверженный — Джеральд Кингсленд
- 1987 — Хозяин холма Драгонард — капитан Шенкс
- 1988 — Берег скелетов[англ.] — Джозеф Симпсон
- 1988 — Дом Ашеров — Родерик Ашер
- 1989 — Приключения барона Мюнхгаузена — Вулкан
- 1989 — Возвращение мушкетёров — Атос
- 1989 — Леди и разбойник — сэр Филип Гейдж
- 1990 — Остров сокровищ — Билли Бонс
- 1990 — Колодец и маятник — кардинал
- 1993 — Возвращение в Одинокий голубь — Грегор Данниган
- 1996 — Брюс — епископ Роберт Уишарт
- 1998 — Иеремия (фильм)
- 1999 — Роковые выстрелы — Джеми Кэмпбелл-Стюарт
- 2000 — Гладиатор — Проксимо